# Sabat Islambouli
Sabat Islambouli, również Sabat Islambooly, Tabat Islambouly, Tabat Istanbuli, Thabat Islambooly (ur. w 1867, zm. w 1941) – jedna z pierwszych lekarek w Syrii.

## Życiorys
Urodziła się w żydowsko-kurdyjskiej rodzinie w Syrii. Studiowała w Woman's Medical College of Pennsylvania w USA. Zachowało się zdjęcie przedstawiające ją jako studentkę tej uczelni w towarzystwie Japonki Keiko Okami oraz Hinduski Anandi Gopal Joshi oraz zdjęcie grupowe studentek uczelni, na którym widać Sabat. W 1890 Sabat ukończyła studia medyczne.
Przyjęło się, że później wróciła do Damaszku. W 1919 wyjechała do Kairu. Potem uczelnia straciła z nią kontakt.